# The Berzerker
The Berzerker to zespół muzyczny z Melbourne w Australii wykonujący death/grind z wpływami industrialu. Zespół do 2005 roku występował w maskach zasłaniających twarze muzyków.
W 2010 roku zespół zakończył działalność.

## Muzycy
| Ostatni skład zespołu - Ed Lacey - gitara, gitara basowa - Luke Kenny - wokal Muzycy koncertowi - Damien Palmer - gitara basowa - Martin "Germ" Bermheden - gitara - Todd Hansen - perkusja - Tim Aldridge - gitara |  | Byli członkowie zespołu - Jason V. - gitara, gitara basowa - Sam Bean - gitara, gitara basowa, wokal - Gary Thomas - perkusja - David Gray - perkusja - Matthew Racovalis - perkusja - Adrian Naudi - gitara - Matt Wilcock - gitara - Patrick Beaudoin - gitara - Toby - wokal |

## Dyskografia
- (1996) No (EP)
- (1998) Inextricable Zenith (EP)
- (1998) Broken (EP)
- (2000) The Berzerker (LP)
- (2002) Dissimulate (LP)
- (2004) The Principles And Practices Of The Berzerker (DVD)
- (2005) World of Lies (LP)
- (2007) Animosity 2CD (LP)
- (2008) The Reawakening  (LP)